# Politisk kompass

I en politisk kompass eller diamant ritas ofta de båda skalorna/axlarna diagonalt. Anarkistiska Internationalens (AI) bild av anarkismens relation till andra politiska riktningar.

Politisk kompass eller en politisk diamant är en tvåaxlad korsmodell som används för att etikettera eller organisera politiska teorier och uppfattningar i två dimensioner. Kompassen är en utvidgning av och är tänkt som en komplettering av den traditionella enaxlade modellen mellan vänsterpolitik och högerpolitik, den så kallade höger–vänster-skalan. Idén till kompassen utvecklades av en journalist och en professor i socialhistoria. Modellen får ofta kritik för att vara långtgående reduktionistisk.
Många politiska teorier går att placera på kompassen, en auktoritär kommunistisk politisk teori skulle hamna i fältet som täcker auktoritär vänster, medan progressiva (icke-konservativa) politiska teorier som frihetlig socialism eller socialliberalism skulle hamna i den frihetliga vänstern. På den auktoritära högersidan kan man hitta den politiska teorin konservatism. Den frihetliga delen av högra delen inkluderar politiska teorier såsom nyliberalism eller libertarianism. Upphovsmännen till modellen önskar inte släppa informationen angående hur modellen räknar fram resultaten.

## Korsmodellen
Den politiska kompassen har två oberoende axlar utefter vilka politiska teorier kan placeras i ett koordinatsystem för en bättre återgivning av politiska teorins position. Den ena axeln är den socioekonomiska medan den andra är sociokulturella.
Den socioekonomiska skalan (höger-vänster) anger var en politisk teori ligger utifrån dess syn på hur ekonomin ska styras: "Höger" definieras som en önskan att ekonomin ska styras genom konkurrerande individer och företag, medan "vänster" definieras som en önskan ekonomin ska styras genom kooperativ och kollektiva enheter (däribland kooperativ, statligt och kommunalt ägande). Klass-SOM (2008) använde korsmodellen och hade följande frågor för att avgöra var på skalan "höger-vänster" som olika yrkesgrupper fanns: "Satsa på ett samhälle med minskade inkomstskillnader", "Förändra anställningsskyddet så att företagen lättare kan säga upp anställda", "Minska den offentliga sektorn", "Förhindra företag med vinstsyfte att driva sjukhus", "Sälja statliga bolag som bedriver affärsverksamhet", "Höja arbetslöshetsersättningen (a-kassan)" och "Införa sex timmars arbetsdag".  
Den sociokulturella skalan (auktoritär-frihetlig/liberal) mäter politiska åsikter i social/kulturell mening, om hur mycket personlig frihet som ska vara tillåtet: "auktoritär" innebär tron på åtlydnad av auktoriteter och traditioner, medan "frihetlig/liberal" definieras som övertygelsen att de personliga friheterna ska maximeras. Klass-SOM (2008), som använde korsmodellen, använde dessa frågor för att placera yrkesgrupper på skalan "auktoritär-libertarian": "Begränsa rätten till fri abort", "Ge homosexuella rätt att ingå äktenskap", "Införa dödsstraff för mord", "Satsa på ett samhälle som slår vakt om svenska traditioner och värden" och "Ta emot färre flyktingar i Sverige". 
De områdesspecifika etiketterna och axlarna i kompassen bygger på en etablerad europeisk terminologi, vilken kan skilja från hur det som används i bland annat USA för liknande skalor.

### Placering av individer, partier och stater
Med metoden kan man placera såväl historiska personer (Josef Stalin, Mahatma Gandhi, Adolf Hitler, Margaret Thatcher och Milton Friedman) som dagens ledare (Angela Merkel, Robert Mugabe, Nelson Mandela och Dalai lama). Även Europeiska unionens regeringar har placerats. Placeringen för historiska personer har dock en relativt hög felmarginal eftersom man måste uppskatta vad personen ifråga skulle ha svarat på de frågor som förskjuter personen på kompassen. Vissa personligheter är dock åtminstone naturliga i ett visst område, såsom Adolf Hitler i det fascistiska området långt upp i mitten och Josef Stalin långt upp till vänster i fältet auktoritär vänster.[källa behövs]

## Hemsida
Den politiska kompasswebbplatsen avslöjar inte människorna bakom den, bortom det faktum att det verkar vara baserat i Storbritannien. Längst ner på vilken sida som helst på webbplatsen står det att den politiska kompassens upphovsrätt tillhör en organisation som heter Pace News Limited. Pace News Limited är ett företag registrerat i Nya Zeeland vars direktör är politiska journalisten Wayne Brittenden.